# Cruciata laevipes
Cruciata laevipes é uma espécie de planta com flor pertencente à família Rubiaceae. 
A autoridade científica da espécie é Opiz, tendo sido publicada em Seznam 34 (1852).
O seu nome comum é crucianela.

## Portugal
Trata-se de uma espécie presente no território português, nomeadamente em Portugal Continental.
Em termos de naturalidade é nativa da região atrás indicada.

## Protecção
Não se encontra protegida por legislação portuguesa ou da Comunidade Europeia.